# Euphorbia rochaensis
Euphorbia rochaensis är en törelväxtart som först beskrevs av Léon Camille Marius Croizat, och fick sitt nu gällande namn av Alonso Paz och Marchesi. Euphorbia rochaensis ingår i släktet törlar, och familjen törelväxter. Inga underarter finns listade i Catalogue of Life.